# 白腹珍珠雞
白腹珍珠雞（Agelastes meleagrides），又名白胸珠雞，是一種中等，長達45厘米的珠雞。牠們的身體呈黑色，頭部細小及沒有羽毛，呈紅色，尾巴長而呈黑色，喙綠褐色，腳灰色。雌雞及雄雞相似，但雌雞較細小。
白腹珍珠雞分佈在西非亞熱帶地區，包括科特迪瓦、加納、幾内亞、利比里亞及塞拉里昂的森林。牠們主要吃種子、草莓、白蟻及細小的動物。
由失不斷失去棲息地及被獵殺，白腹珍珠雞被世界自然保護聯盟列為易危物種。

## 外部連結
- BirdLife Species Factsheet （页面存档备份，存于）